# Сюзюмов, Михаил Яковлевич
Михаи́л Я́ковлевич Сюзю́мов (20 ноября 1893 года, с. Дивное, Новогригорьевский уезд, Ставропольская губерния — 1 мая 1982 года, Свердловск, РСФСР, СССР) — советский российский историк, специалист по истории Рима и Византии. Доктор исторических наук (1954), профессор (1955), с 1956 по 1978 год заведующий кафедрой всеобщей истории Уральского государственного университета. До 1955 года работал в Свердловском педагогическом институте. Основатель Уральской школы византиноведения (Свердловской).
Один из деятелей советской филателии в 1920-е — 1930-е годы, основоположник тематического коллекционирования в филателии.

## Биография
Родился в селе Дивном Новогригорьевского уезда Ставропольской губернии в семье выпускника ветеринарного факультета Юрьевского (Тартуского) университета Якова Адриановича (1865—1949) и уроженки Ревеля Анны Яковлевны, урождённой Кирпичниковой.
Окончил Тартускую гимназию с золотой медалью и историко-филологический факультет Юрьевского (Тартуского) университета (со степенью кандидата истории), где учился в 1911—1916 годах, поступал как представитель S 2 (дети личных дворян и чиновников). М. Я. Сюзюмов учился у таких преподавателей как А. А. Васильев, В. Э. Регель, П. А. Яковенко, М. Н. Крашенинников. Университетская работа М. Я. Сюзюмова «Походы южно-итальянских норманнов против Византии 1081—1185 гг.» получила на университетском конкурсе золотую медаль. По причине германской оккупации Юрьева оказалась неизданной. Сюзюмов был оставлен при университете как профессорский стипендиат у П. А. Яковенко. Тогда же в университетом научном сборнике «Византийское обозрение» он опубликовал свои первые статьи по истории Византии: «Об источниках Льва Диакона и Скилицы» и «Об историческом труде Феодора Дафнопата». В студенческие годы жил в немецкой семье.
Октябрьская революция 1917 года застала его в Петрограде, где он работал по теме магистерской диссертации о Феодоре Дафнопате. Потеряв возможность заниматься византинистикой, он устроился на службу писарем в четвёртую Петроградскую дивизию Красной Армии (служил там вместе с отцом и братом). В годы Гражданской войны он оказался в составе 27-й дивизии на Восточном фронте. В армии вступил в 1919 году в партию, однако уже год спустя был исключён.
В июне 1920 года тяжело заболел тифом и был снят с поезда в городе Златоусте. В этом городе Михаил Яковлевич прожил девять лет. Работал директором школы, преподавал историю. В 1921 году он впервые был кратковременно арестован — за организацию танцев в школе. Сюзюмов стал одним из инициаторов создания Златоустовского окружного общества краеведения в 1925 году. В 1927—1928 гг. он руководил секцией народного образования города и избирался в члены президиума Златоустовского горсовета 10-го созыва. В Златоусте он женился и завёл детей. Тогда же увлёкся филателией.
В 1929 году Сюзюмов переехал в Свердловск, где был назначен на должность заведующего школой № 25 Пермской железной дороги, затем стал завучем в школе железнодорожного фабрично-заводского ученичества, позднее — в школе № 11.
В апреле 1936 года за связи с иностранными коллекционерами марок был арестован органами НКВД. Был помилован ВЦИК[≡].
В июле 1938 года принят в Свердловский пединститут преподавателем латинского языка и истории средних веков; по совместительству работал в Уральском государственном университете.
Осенью 1955 года после многих лет работы в Свердловском педагогическом институте М. Я. Сюзюмов был переведён в связи с присоединением исторического факультета СГПИ к Уральскому государственному университету на должность заведующего кафедрой всеобщей истории, которую он занимал до 1978 года.
В 1964—1969 годах Сюзюмов возглавлял Уральский совет координации и планирования научно-исследовательских работ по гуманитарным наукам. С 1965 по 1971 год М. Я. Сюзюмов состоял членом совета по присуждению учёных степеней доктора наук при ПермГУ.
Состоял членом редколлегии журнала «Византийский временник» Института истории АН СССР, принимал участие в издании Большой советской энциклопедии, Малой советской энциклопедии, Исторической энциклопедии, Детской энциклопедии.
Награждён орденом «Знак Почета», двумя медалями, знаком «За отличные успехи в работе в области высшего образования».
Профессор М. Я. Сюзюмов — автор более 200 работ. У него было много учеников и последователей. Среди них — доктора наук В. В. Кучма, И. П. Медведев, М. А. Поляковская, И. В. Пьянков, А. И. Романчук, В. А. Сметанин, В. П. Степаненко. На историческом факультете Уральского университета регулярно проводятся Сюзюмовские чтения, посвящённые памяти выдающегося учёного. Благодаря уральской, сюзюмовской школе византинистики, Екатеринбург признан одним из центров византиноведения.
Сюзюмова (Анисимова) Валентина Михайловна (1899—1968) — первая жена. В 1918 г. она окончила Петроградский Сиротский Институт императора Николая I, преподавала французский язык в школах Златоуста и Свердловска. Вторая жена М. Я. Сюзюмова — Полина Александровна Вагина (1911—1970), кандидат исторических наук (1950), доцент кафедры истории СССР УрГУ. Третья жена — Александра Владимировна Липская (1910—1985). Дочь Людмила (1925—2009) — ученый-иммунолог и эпизоотолог, доктор биологических наук (1972), профессор (1985). Сын — Лев (1929—2003).
Михаил Яковлевич Сюзюмов скончался 1 мая 1982 года. Похоронен на Сибирском кладбище Свердловска.

### Научная деятельность
С конца 1930-х годов начал активную научную работу, он пишет ряд статей по истории и культуре Византии, однако его работы не публикуются. Заниматься историей империи, передавшей по наследству России такие одиозные по понятиям тех лет институты, как самодержавие и православие, в идеологическом аспекте считалось по меньшей мере не поощрительным.
Во время Великой Отечественной войны в Свердловск были эвакуированы архив Херсонесского музея, Эрмитаж и часть кафедр Московского госуниверситета, появилась научная среда. Это позволило Сюзюмову в 1943 году защитить кандидатскую диссертацию на тему «Проблемы истории иконоборческого движения в Византии», в которой он отверг традиционную оценку иконоборчества как движения за конфискацию церковно-монастырского землевладения и доказал, что оно служило средством для подрыва влияния столичной бюрократии и усиления провинциальной аристократии. Одним из оппонентов Михаила Яковлевича, с которым он пребудет «в отчаянном споре» о «дофеодальном периоде», был находившийся в Свердловске в связи с эвакуацией Александр Иосифович Неусыхин. Частично диссертация была опубликована в 1948 году в «Учёных записках Свердловского педагогического института».
В 1954 году в Институте всеобщей истории АН СССР защитил докторскую диссертацию «Производственные отношения в византийском городе-эмпории в период генезиса феодализма», где высказал оригинальные мысли об альтернативности истории Византии, о значении многовековой борьбы двух группировок господствующего класса — столичной и провинциальной знати, о сущности византийского континуитета, о месте городских структур в общей системе византийской цивилизации. Четырёхтомная диссертация объёмом более 1200 страниц содержит огромный конкретно-исторический материал. На протяжении десятилетия Сюзюмов оставался единственным доктором наук на истфаке УрГУ. Вообще же к тому же 1955 году византинистов — докторов наук в СССР было считанное число.
Приоритетом научного творчества М. Я. Сюзюмова являлась раннесредневековая тематика, а центральным тезисом научных изысканий стала идея континуитета, — непрерывности исторического развития, в котором Византия сыграла роль непосредственной преемницы античных отношений при переходе к Средневековью. С целью доказательства преемственности византийского города, особенно в эпоху Тёмных веков, Крымской экспедицией Уральского университета были предприняты археологические раскопки в районе Херсонеса (близ Севастополя). Первая экспедиция в Херсонес состоялась в 1958 году. 
К середине 1960-х годов снова стала культивироваться официальная концепция исторического развития. На научной сессии, подводившей в июне 1966 года итоги и задачи изучения генезиса феодализма в Западной Европе, доклад М. Я. Сюзюмова о происхождении средневекового города и множественности его функций в раннесредневековый период стал объектом критической атаки. Сюзюмов оказывается практически в полной изоляции («для медиевистов Москвы после сессии 1966 года Сюзюмов стал, как отмечает М. А. Поляковская, persona non grata»). Многие либо вообще не отвечали ему на письма, либо высокомерно и немногословно отвергали его концепцию, не приводя никаких аргументов. В начале 1970-х годов партийное бюро исторического факультета создало комиссию, перед которой стояла задача расследовать вопрос о том, пропагандирует ли Сюзюмов в своих лекциях буржуазные взгляды. Однако в комиссию умышленно были включены люди, осознававшие значимость таланта Сюзюмова. Они свели свою работу лишь к соблюдению формального протокола.
Как подмечал отдельно исследователь Владимир Рыжковский, Сюзюмов «умел подбирать цитаты из классиков [марксизма] для подтверждения собственных мыслей, при случае ссылаясь на существующие разночтения русского перевода и немецкого оригинала, которым зачастую пользовался». По мнению Р. Г. Пихоя, «сам Сюзюмов формально и убеждённо считал себя марксистом, правда, у него был собственный марксизм, который к официальному марксизму не имел никакого отношения, а взгляды его были скорее близки к такому вот позднему позитивизму и ближе всего [они] были к концепции Дмитрия Моисеевича Петрушевского». Вместе с отмечающимся талантом полемиста у Сюзюмова, замечают, что в «споре [он] не был жесток и агрессивен, а скорее испытывал состояние удовлетворённости и вдохновения», произнося: «А я с Вами не согласен», — «тоном, каким обычно говорят комплименты».

## Вклад в филателию
Филателией Михаил Яковлевич заинтересовался ещё в 1920-х годах. Преподавая историю в златоустовской школе, на своих уроках он использовал марки как иллюстративный материал, сумев таким образом увлечь филателией и своих учеников. Вскоре под его руководством возник филателистический кружок, в котором собирали марки по темам: «Мировая война», «Империализм и колонии» и т. п. Идея тематического коллекционирования принадлежала Михаилу Яковлевичу Сюзюмову. В начале 1925 года в журнале «Советский коллекционер» было опубликовано письмо членов кружка юных филателистов средней образовательной школы 2-й ступени Златоуста «Что и как собирать», в котором впервые в филателии были сформулированы основные принципы тематического коллекционирования. Передовая статья Ф. Г. Чучина в журнале «Советский коллекционер» назвала выступление М. Сюзюмова и членов его кружка юных филателистов «Октябрём в филателии». Это письмо было затем перепечатано во многих филателистических и молодёжных журналах мира, получив название «златоустовской платформы».
Увлечение филателией не оставил и после переезда в Свердловск в 1929 году. Дома у него был создан небольшой филателистический музей из «исторических» марок. Своё собрание он расширял, завязав переписку и обмениваясь с иностранными коллекционерами.
В 1936 году была начата кампания против филателистов, в которой пострадали многие, в первую очередь те, кто вёл заграничный обмен. Под эту кампанию попал и Михаил Яковлевич. 5 апреля 1936 года он был арестован органами НКВД; при аресте ему предъявили обвинение по статье 59а «по делу коллекционирования почтовых марок и открыток». Сюзюмову было инкриминировано нарушение монополии внешней торговли и контрабанда и присуждено три года лишения свободы. Вся его коллекция из 137 тысяч марок была изъята. После девятимесячного заключения в Свердловской тюрьме 31 декабря 1936 года М. Я. Сюзюмов был освобождён, позднее решением Президиума Верховного Суда за отсутствием состава преступления дело было прекращено[^].

## Избранные труды
За свою карьеру не издал ни одной монографии.
Византинистика
- К вопросу о происхождении слова Россия // Вестник древней истории. — 1940. — № 2. (Дата обращения: 30 октября 2010)
- О трактате Юлиана Аскалонита // Античная древность и средние века. — Свердловск, 1960. — Вып. 1. (Дата обращения: 30 октября 2010)
- Византийская книга Эпарха. — М., 1962.
- История Византии. — М., 1967 (в соавторстве). — Являлся членом редакционной коллегии и одним из основных авторов этого трехтомного труда[32].
- Историческая роль Византии и её место во всемирной истории (в порядке дискуссии) // Византийский временник. — М., 1968. — Т. 29.
- Хронология всеобщая. — Свердловск: Уральский государственный университет, 1971.
- К вопросу о кризисе в Римской империи в III в. (в соавторстве с Беловой Н. Н.) // Античная древность и средние века. — Свердловск, 1978. — Вып. 15. — С. 5—22.
- Византийские этюды (недоступная ссылка). — Екатеринбург : Издательство уральского университета, 2002. — 394 с. — (Античная древность и средние века). — Библиогр. в подстроч. примеч. — ISBN 5-7996-0137-8.  (Дата обращения: 22 февраля 2011) {Рец.}
- Византийское государство и византийская культура в X—XI веках // подготовка текста, вступительная статья, комментарий А. С. Мохов, К. Р. Капсалыкова. — Екатеринбург: ИЦ «Никея», 2018. — 122 с. — ISBN 978-5-9902746-2-4

Филателия
- Сюзюмов М. В защиту златоустовской платформы // Советский коллекционер. — 1925. — № 2.
- Сюзюмов М. Филателия в школе // Советский коллекционер. — 1925. — № 11—12.
- Златоустовский Кружок. Одноглавый орёл с серпом и молотом // Советский коллекционер. — 1925. — № 16.